# Doutor Pedrinho
Doutor Pedrinho é um município brasileiro do estado de Santa Catarina.

## Histórico
Entre os anos de 1910 a 1920, nas terras que fazem parte do vale do rio Benedito Novo, existia uma pequena fazenda pertencente a Fritz Donner, pioneiro da colônia Benedito-Timbó, localidade que ainda conserva seu nome: "Salto Donner".
Por essas terras passaram três jovens sertanistas, Germano Rigo, Natal Notari e Fausto Noriller, os quais, orientados pelo pioneiro Donner, subiram o rio Benedito Novo e seus afluentes, chegando à barra do rio Forcação.
Essa época marca o início da colonização por migrantes vindos de Rodeio, Nova Trento, Luiz Alves e outras localidades. A exploração das principais terras coube à Companhia Longo & Bona. Em 23 de dezembro de 1948, através da Lei Estadual nº 248, no governo de Aderbal Ramos da Silva, o então Presidente da Assembleia Legislativa do Estado, no exercício do cargo de Governador do Estado de Santa Catarina, José Boabaid, a região passa à categoria de distrito com o nome de Doutor Pedrinho, homenagem ao pai do Governador Aderbal.

## Emancipação
Pela Lei Promulgada Estadual nº 1.101, de 4 de janeiro de 1988, foi criado o município de Doutor Pedrinho, desmembrado do município de Benedito Novo e efetivamente instalado em 1 de junho de 1989.

## Geografia
Possui área total de 375 km², a uma altitude de 530 metros. Localiza-se na latitude 26º42'52" sul, longitude 49º29'00" oeste e dista 197 km da capital, Florianópolis.
O município é cortado pelos rios Benedito e Forcação.

## Relevo
O relevo varia de 400 a 800 metros de altitude ao longo da parte baixa dos rios Forcação e Benedito, mas eleva-se até 1.200 metros na Serra da Moema a esquerda do Município e nas partes mais altas a noroeste de Doutor Pedrinho.

## Geologia
A geologia do município é formada de solos altamente erodíveis e que possuem uma estrutura muito frágil. Há também formação de baixadas de aluvião importantes como matéria prima para indústria oleira e cerâmica.

## Demografia
A população de Doutor Pedrinho estimada pelo IBGE em 2011 foi de 3.644 habitantes. Em 2010, a população do município foi contada pelo Instituto Brasileiro de Geografia e Estatística (IBGE) em 3.604 habitantes. Segundo o censo de 2010, 1.794 habitantes eram homens e 1.810 habitantes eram mulheres. Ainda segundo o mesmo censo, 56% dos habitantes (2.019) viviam na zona urbana e 44% (1.585) na zona rural.

## Vegetação
A vegetação caracteriza-se pelos remanescentes da Floresta Temperada Pluvial Atlântica de montanha, cujas espécies mais significativas são: As canelas (Ocotea Catharinensis), canela-preta, o sassafrás (Ocotea pretiosa), cedros (Cedrela fissilis), peroba vermelha (Aspidosperma olivaceum), páu-óleo (Copaifera Trapezifolia), canela fogo (Onyptocarya aschersoniana), licurana (Hieronyma alchorneoides), além da garaúva, canharana, pindabuna e pindaíba.

## Hidrografia
A hidrografia é bastante variada, na qual se destacam as nascentes do rio Benedito e com seus afluentes: Ribeirão Esperança, Ribeirão Lima, Rio Forcação. A maioria com águas de boa qualidade, porém com margens sofrendo rápido processo erosivo ocasionado pelo desmatamento intensivo.

## Clima
O clima do Município classifica-se como mesotérmico úmido sem estação seca, com variações quentes, apresentando temperatura média anual de 19,7 °C e precipitação total anual entre 1.600 a 1.700 milímetros.

## Lista de prefeitos
| Prefeitos e Vice-Prefeitos | Prefeitos e Vice-Prefeitos      | Prefeitos e Vice-Prefeitos | Prefeitos e Vice-Prefeitos | Prefeitos e Vice-Prefeitos    | Prefeitos e Vice-Prefeitos | Prefeitos e Vice-Prefeitos | Prefeitos e Vice-Prefeitos              |
| -------------------------- | ------------------------------- | -------------------------- | -------------------------- | ----------------------------- | -------------------------- | -------------------------- | --------------------------------------- |
| Nº                         | Prefeito                        | Partido                    | Código Eleitoral           | Vice-Prefeito                 | Partido                    | Código Eleitoral           | Mandato                                 |
| 1°                         | Maria Francisca Battisti Archer | PDS                        | 11                         | Ari Aurelio Buzzi             | PDS                        | 11                         | 1 de Junho 1989 a 31 de Dezembro 1992   |
| 2°                         | Ari Aurelio Buzzi               | PDS                        | 11                         | Leonir Buzzi                  | PFL                        | 25                         | 1 de Janeiro 1993 a 31 de Dezembro 1996 |
| 3°                         | Antonio Nereu Girardi           | PMDB                       | 15                         | Walmor Stulzer                | PFL                        | 25                         | 1 de Janeiro 1997 a 31 de Dezembro 2000 |
| 4°                         | Aderbal Viviani                 | PPB                        | 11                         | Hartwig Persuhn               | PPB                        | 11                         | 1 de Janeiro 2001 a 31 de Dezembro 2004 |
| 5°                         | Ercides Giacomozzi              | PMDB                       | 15                         | Alexandre Claudino dos Santos | PSDB                       | 45                         | 1 de Janeiro 2005 a 31 de Dezembro 2008 |
| 6°                         | Hartwig Persuhn                 | PP                         | 11                         | José Arildo de Castilho       | PP                         | 11                         | 1 de Janeiro 2009 a 31 de Dezembro 2012 |
| 7°                         | Hartwig Persuhn                 | PP                         | 11                         | José Arildo de Castilho       | PP                         | 11                         | 1 de Janeiro 2013 a 31 de Dezembro 2016 |
| 8°                         | Simoni Mercia Mesch Nones       | PMDB                       | 15                         | Artino Dalpiaz                | PMDB                       | 15                         | 1 de Janeiro 2017 a 31 de Dezembro 2020 |
| 9°                         | Hartwig Persuhn                 | PP                         | 11                         | Ari Aurelio Buzzi             | PP                         | 11                         | 1 de Janeiro 2021 a 31 de Dezembro 2024 |

## Turismo

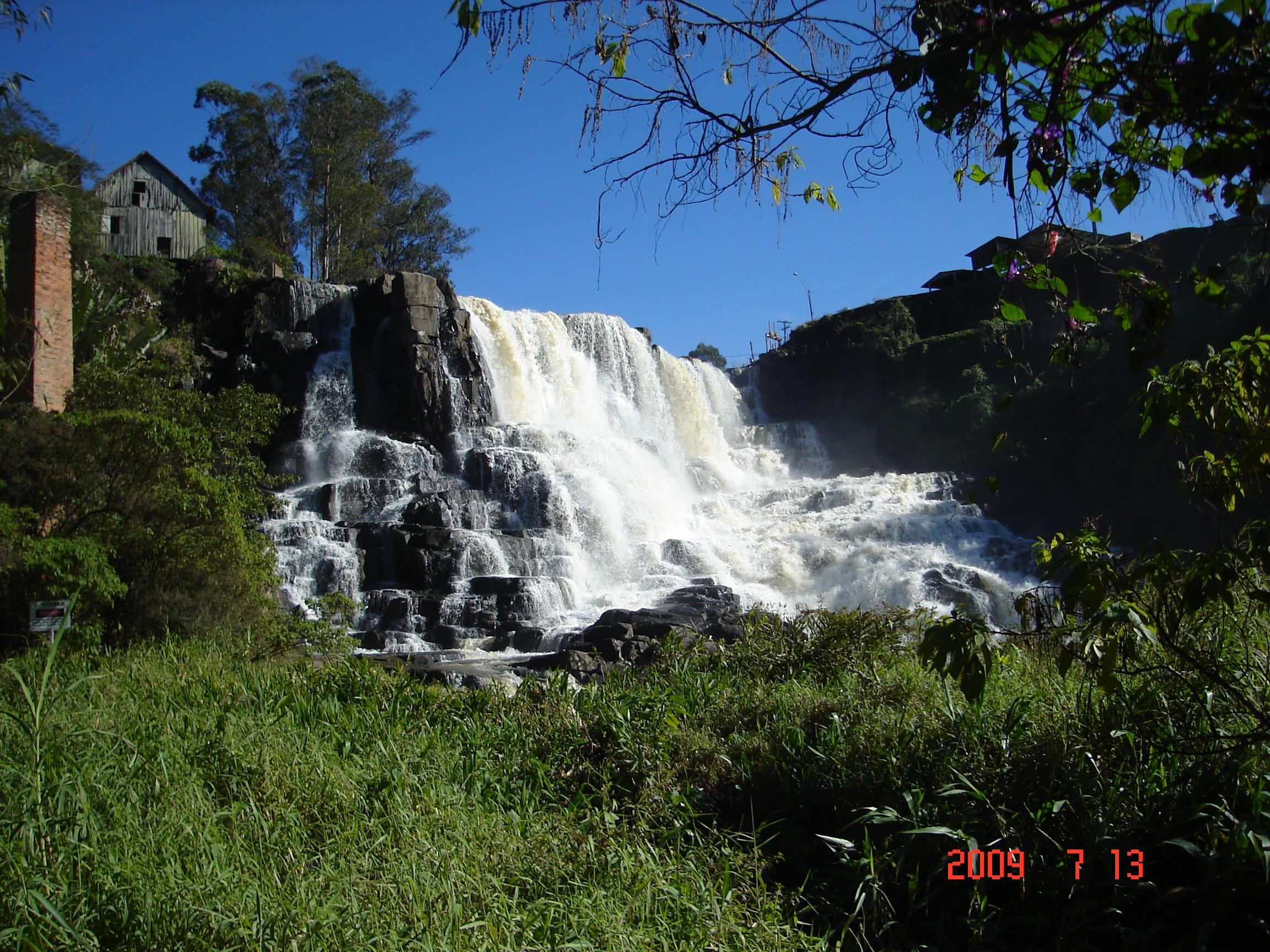
Cascata Salto Donner

### Cascata Salto Donner
Cascata formada pelo Rio Benedito, com 25 metros de queda, situada na margem direita da BR-477, logo após o limite dos municípios de Benedito Novo e Doutor Pedrinho.
No local há acessos superior e inferior à cachoeira, com belas vistas panorâmicas.

### Santuário Ecológico Nossa Senhora de Fátima

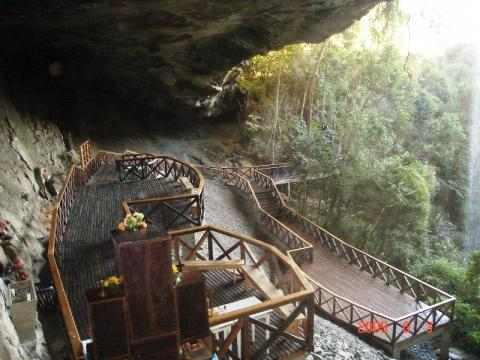
Gruta Nossa Senhora de Fátima

A gruta se apresenta como uma ampla sala escavada na rocha, apresentando em sua parte frontal uma queda d'água cristalina de 23 metros.
Nos fundos da gruta, existe um altar com a imagem da santa, à qual muitas pessoas acorrem, movidas pelo sentimento de religiosidade e pela beleza natural ali existente.

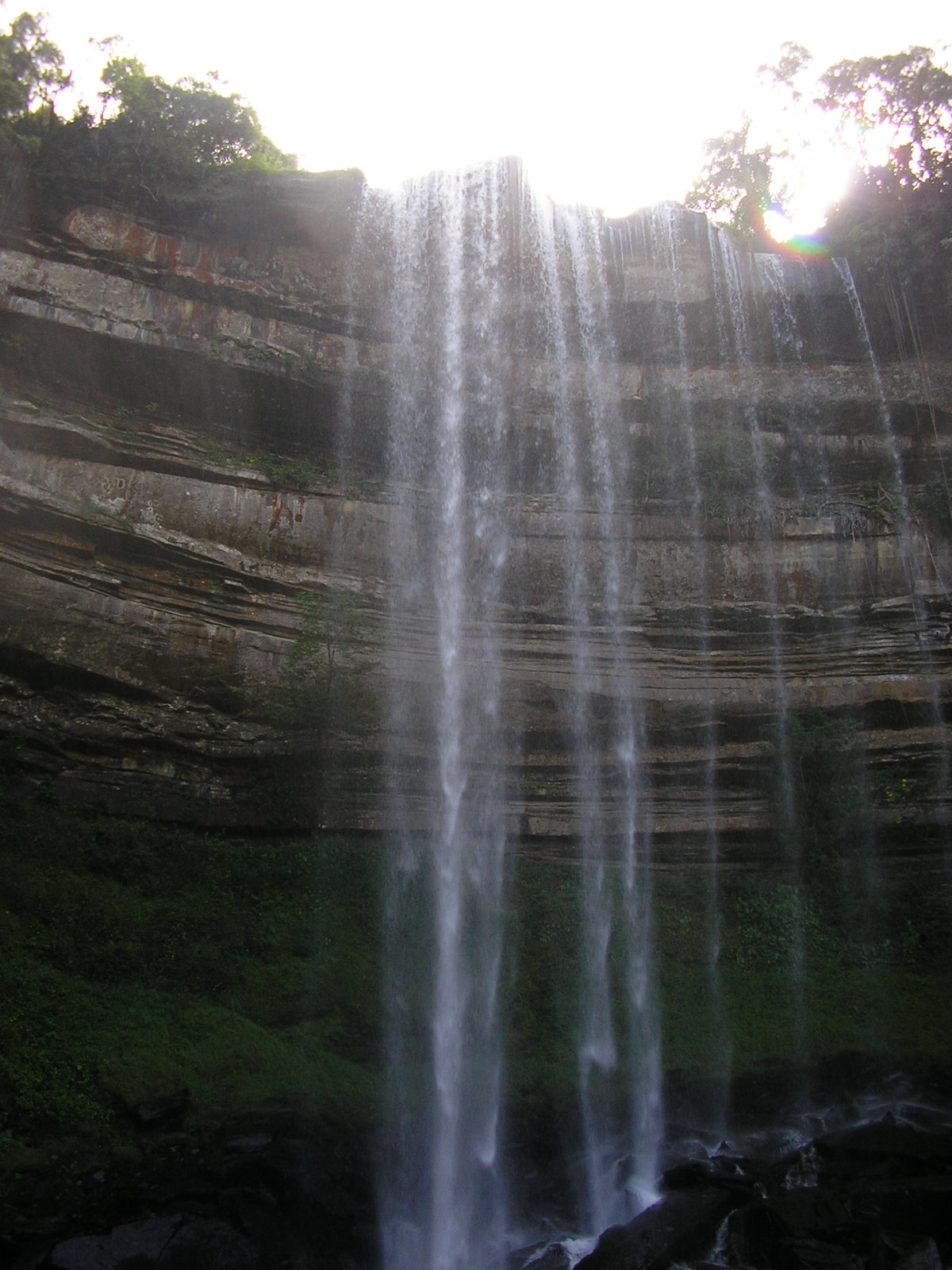
Cachoeira Paulista

### Cascata Alto Capivari
A cascata Alto Capivari, popularmente conhecida como "Cachoeira Paulista", possui uma queda de 40 metros e situa-se na margem direita da rodovia municipal que liga Capivari a Alto Capivari, que dá acesso natural à parte superior da cascata.

### Cachoeira Véu de Noiva

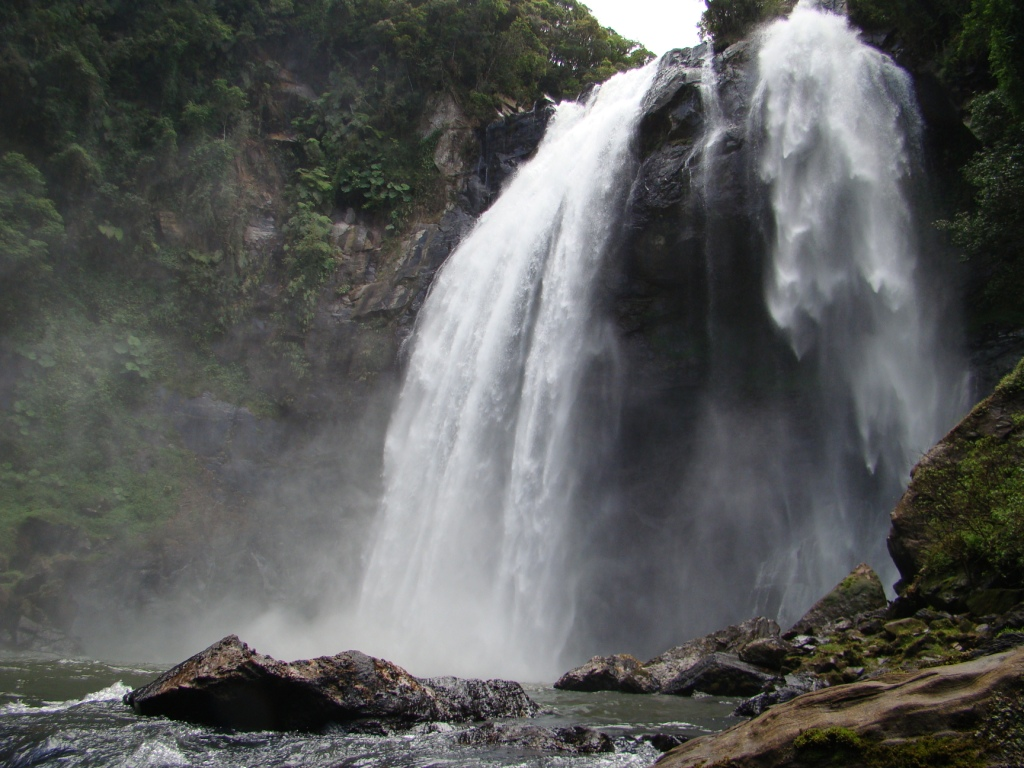
Cachoeira Véu de Noiva

A cachoeira Véu de Noiva, com uma queda de aproximadamente 63 metros, situa-se em local de rara beleza, sendo visitada por muitos amantes da natureza nos finais de semana.
O acesso é através da rodovia municipal ensaibrada que liga o centro da cidade à localidade de Campinas.
Um percurso de cerca de um quilômetro até a cachoeira tem de ser feito a pé, por caminho circundado pela mata virgem.

### Reserva Biológica Estadual do Sassafrás
A vegetação caracteriza-se pelos remanescentes da Floresta Tropical Pluvial Atlântica de montanha, situada à esquerda do Município (Serra da Moema), no lado direito da Rodovia Estadual SC 477.
A Reserva Biológica Estadual do Sassafrás (REBES) foi criada em 4 de fevereiro de 1977 pelo Decreto no 2.221, com uma área de 5.229 hectares, dividida em duas glebas. A gleba menor possui cerca de 1.361 hectares e está localizada na comunidade de Alto São João, no município de Benedito Novo. A gleba maior possui cerca de 3.868 hectares e fica na comunidade de Alto Forcação, no município de Doutor Pedrinho.
Através do Decreto nº. 4.847, foi anexada à gleba maior da REBES uma área com cerca de 8 hectares, doada pela MODO Battistella Reflorestamento S/A (MOBASA), em setembro de 1994.
O nome da UC faz referência à espécie arbórea Ocotea odorifera (Vellozo) Rohwer, conhecida popularmente como canela-sassafrás ou simplesmente sassafrás, pertencente à família das Lauráceas. Presente em abundância na região, a canela-sassafrás foi excessivamente explorada a partir do início do século XX, em função da qualidade da sua madeira para a construção civil e de sua grande capacidade de produção do óleo essencial Safrol, com aplicações na farmacologia, cosmetologia e medicina, fatores que resultaram na sua inclusão na Lista Oficial de Espécies da Flora Brasileira Ameaçadas de Extinção.
.